# Nectandra ramonensis
Nectandra ramonensis е вид растение от семейство Лаврови (Lauraceae). Видът е световно застрашен, със статут Уязвим.

## Разпространение
Разпространен е в Коста Рика и Панама.